# Бреннан, Лукас
Лукас Бреннан (род. 3 июня 2000 года) — американский боец смешанных единоборств, представитель полулёгкой весовой категории. Профессиональном карьеру начал в 2019 году. Известен по участию в престижной лиге Bellator.

## Статистика ММА
| Боёв 7          | Побед 7 | Поражений 0 |
| --------------- | ------- | ----------- |
| Нокаутом        | 1       | 0           |
| Сдачей          | 5       | 0           |
| Решением        | 1       | 0           |
| Ничьи           | 0       | 0           |
| Не состоявшихся | 0       | 0           |

| Результат | Рекорд | Соперник       | Способ                                        | Турнир       | Дата            | Раунд | Время | Место                       | Примечание          |
| --------- | ------ | -------------- | --------------------------------------------- | ------------ | --------------- | ----- | ----- | --------------------------- | ------------------- |
| Победа    | 7–0    | Джонни Сото    | Болевой приём (залом шеи)                     | Bellator 282 | 24 июня 2022    | 1     | 3:34  | Анкасвилл, Коннектикут, США |                     |
| Победа    | 6-0    | Бен Луго       | Болевой приём (удушение ручным треугольником) | Bellator 273 | 29 января 2022  | 1     | 2:27  | Финикс, Аризона, США        |                     |
| Победа    | 5-0    | Мэтт Скибики   | Болевой приём (удушение анаконды)             | Bellator 260 | 11 июня 2021    | 1     | 1:54  | Анкасвилл, Коннектикут, США |                     |
| Победа    | 4-0    | Эндрю Салас    | Единогласное решение                          | Bellator 252 | 12 ноября 2020  | 3     | 5:00  | Анкасвилл, Коннектикут, США |                     |
| Победа    | 3-0    | Уилл Смит      | ТКО (удары)                                   | Bellator 244 | 21 августа 2020 | 2     | 4:14  | Анкасвилл, Коннектикут, США |                     |
| Победа    | 2-0    | Джейкоб Лэндин | Болевой приём (удушение предплечьем)          | Bellator 233 | 8 ноября 2019   | 1     | 3:36  | Такервилл, Оклахома, США    |                     |
| Победа    | 1-0    | Томас Лопес    | Болевой приём (удушение сзади)                | Bellator 224 | 12 июля 2019    | 1     | 3:02  | Такервилл, Оклахома, США    | Дебют в проф. ММА . |